# 亚历山大·兹拉热夫斯基
亚历山大·伊万诺维奇·兹拉热夫斯基（俄语：Александр Иванович Зражевский，1886年—1950年），苏联电影和舞台剧演员。苏联人民艺术家。

## 生平
1886年生于赫尔松省尼古拉耶夫（现乌克兰境内）。早年参加业余演出，后在敖德萨、哈尔科夫等地的剧院当演员。1925年至1928年，在列宁格勒戏剧剧院当演员。1928年搬至莫斯科，历任科尔沙剧院、职工会剧院、小剧院的舞台剧演员。主要扮演的角色有：《鲍里斯·戈都诺夫》中的伐尔拉姆，《第十二夜》中的托比爵士等。
他也参加了《伟大的公民》等电影的演出。1940年加入联共（布）。1947年荣获苏联人民艺术家荣誉称号。四次荣获斯大林奖金。1950年12月在莫斯科病逝。葬于新圣女公墓。

## 主要参演
| 年份       | 电影             | 饰演               |
| ---------- | ---------------- | ------------------ |
| 1937       | 《马克辛的归来》 |                    |
| 1937－1939 | 《伟大的公民》   | 杜鲍克             |
| 1945       | 《伟大的转折》   | 工程兵中将潘捷列夫 |
| 1946       | 《瓦良格巡洋舰》 | 别利亚耶夫         |
| 1946       | 《为了生命》     | 波洛兹涅夫         |